# Louriza Tronco
Louriza Tronco (21 de octubre de 1993) es una actriz y cantante canadiense con ascendencia filipina, más conocida por su papel como Jodi Mappa en la comedia musical Make It Pop y por interpretar a Yuki en la película original de Disney Zapped.

## Biografía
Nació y se crio en Winnipeg, Manitoba (Canadá). A la edad de 5 años, empezó a actuar en una academia de artes teatrales. Obtuvo su primer concierto de teatro profesional a la edad de ocho años con la producción de la etapa del arco iris José y el Soñador como parte del coro de niños. En la escuela participó en concursos de baile, juegos escolares, y puestos de trabajo a tiempo parcial. A los 15 años se graduó de la escuela secundaria y fue a la universidad canadiense de las artes escénicas en Victoria, Columbia Británica. Mientras estudiaba seis días a la semana, viajaba regularmente a Vancouver por audiciones.
Después de estudiar dos años, se trasladó a Vancouver para perseguir su carrera a tiempo completo. Ella consiguió su primera oportunidad cuando fue elegida en una aparición en Cult de The CW, en 2013. Sus créditos cinematográficos incluyen la película original de Disney Channel Zapped. También hace de Jodi Mappa en el show de Nickelodeon Make It Pop, la cual la lanzó a la fama. Fue parte del elenco de la serie original de Netflix "La Orden Secreta", con el papel de Gabrielle Duprés.